# Arceuthobium sichuanense
Arceuthobium sichuanense là một loài thực vật có hoa trong họ Santalaceae. Loài này được (H.S.Kiu) Hawksw. & Wiens mô tả khoa học đầu tiên năm 1993.